# Cvintet de suflători

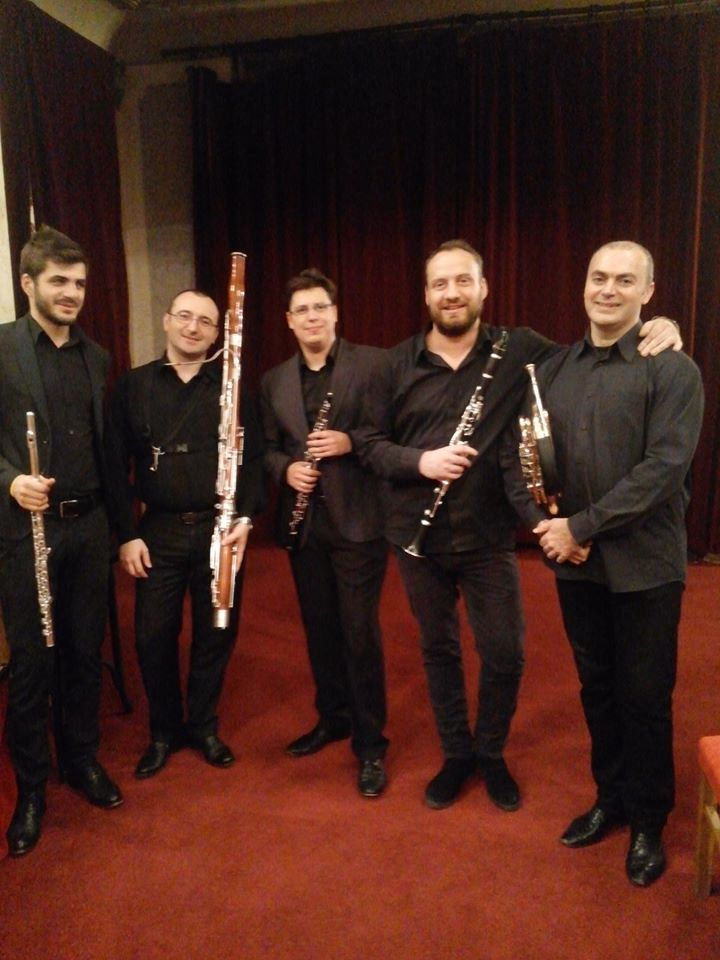
Cvintetul Bucharest Wind Ensemble

Un cvintet de suflători, de asemenea cunoscut și cu numele cvintet de lemne, este un ansamblu de suflători cu structura numerică formată din cinci instrumentiști și cu combinația instrumentală consacrată formată din: flaut, oboi, clarinet, corn și fagot). Termenul definește de asemenea și compozițiile dedicate aceste specii camerale. Spre deosebire de trio de ancii, cvintetul de suflători are o combinație timbrală mai variată.

## Compozitori

### Secolul al XVIII-lea
- Antonio Rosetti (ca. 1750–1792) cvintet, pentru flaut, oboi, Corn anglais, clarinet, și fagot

### Secolul al XIX-lea
- Johann Georg Albrechtsberger (1736–1809), un cvintet pentru oboi, clarinet, corn natural, și fagot
- Giuseppe Cambini (1746–1825), trei cvintete
- Franz Danzi (1763–1826), nouă cvintete
- Johann Georg Lickl (1769–1843), un cvintet
- Anton Reicha (1770–1836), douăzecișipatru de cvintete + câteva mișcări auxiliare
- George Onslow (1784–1853), un cvintet, op. 81
- Paul Taffanel (1844–1908), un cvintet
- August Klughardt (1847–1902), un cvintet

### Secolul al XX-lea
- Guy Ropartz (1864–1955), un cvintet
- Carl Nielsen (1865–1931), un cvintet
- Gustav Holst (1874–1934), un cvintet
- Arnold Schoenberg (1874–1951), un cvintet
- Theodor Blumer (1881–1964), patru cvintete
- Percy Grainger (1882–1961), două cvintete
- Wallingford Riegger (1885–1961), un cvintet
- Heitor Villa-Lobos (1887–1959), un cvintet
- Jacques Ibert (1890–1962), un cvintet
- Hendrik Andriessen (1892–1981), un cvintet
- Darius Milhaud (1892–1974), un cvintet
- Walter Piston (1894–1976), un cvintet
- Paul Hindemith (1895–1963), un cvintet
- Roberto Gerhard (1896–1970), un cvintet
- Carlos Chávez (1899–1978), un cvintet
- Ernst Krenek (1900–1991), două cvintete
- Ruth Crawford-Seeger (1901–1953), un cvintet
- Ferenc Farkas (1905–2000), un cvintet
- Mátyás Seiber (1905–1960), un cvintet
- Alec Wilder (1907–1980), doisprezece cvintete
- György Ránki (1907–1992), un cvintet
- Elliott Carter (1908–2012), două cvintete
- Vagn Holmboe (1909–1996), un cvintet
- Samuel Barber (1910–1981), un cvintet
- Josef Tal (1910–2008), un cvintet
- Jean Françaix (1912–1997), un cvintet
- Ingolf Dahl (1912–1970), un cvintet
- Alvin Etler (1913–1973), două cvintete, un concert pentru cvintet și orchestră, și un concert pentru vioară și cvintet de suflători
- Vivian Fine (1913–2000), un cvintet
- Irving Fine (1914–1962), două cvintete
- George Perle (1915–2009), patru cvintete
- Vincent Persichetti (1915–1987), două cvintete
- Dinu Lipatti (1917–1950), un cvintet și trei transcripții după sonatele lui Scarlatti sonatas pentru cvintet de suflători
- Peter Racine Fricker (1920–1990), un cvintet
- Malcolm Arnold (1921–2006), două cvintete
- György Ligeti (1923–2006), două cvintete
- Milko Kelemen (born 1924), un cvintet
- Jurriaan Andriessen (1925–1996), un cvintet
- Luciano Berio (1925–2003), patru cvintete
- Włodzimierz Kotoński (1925–2014), un cvintet
- Barney Childs (1926–2000), un cvintet
- Hans Werner Henze (1926–2012), un cvintet
- Lee Hoiby (1926–2011), un cvintet
- Gottfried Michael Koenig (born 1926), un cvintet
- Franco Donatoni (1927–2000), un cvintet
- Wayne Peterson (born 1927), un cvintet
- Jean-Michel Damase (1928–2013), un cvintet
- Frigyes Hidas (1928–2007), trei cvintete
- Karlheinz Stockhausen (1928–2007), trei cvintete
- Donald Martino (1931–2005), un cvintet
- Per Nørgård (born 1932), un cvintet
- Ramiro Cortés (1933–1984), un cvintet
- István Láng (born 1933), trei cvintete
- Harrison Birtwistle (born 1934), două cvintete
- Rob du Bois (1934–2013), două cvintete
- Peter Schat (1935–2003), un cvintet
- David Del Tredici (born 1937), un cvintet
- Charles Wuorinen (born 1938), un cvintet
- Frank Zappa (1940–1993), două cvintete
- Friedrich Goldmann (1941–2009), un cvintet, și o sonată pentru cvintet de suflători cu pian
- Martin Bresnick (born 1946), un cvintet
- Richard St. Clair (born 1946), un cvintet
- Jack Gallagher (born 1947), un cvintet
- Stephen Brown (born 1948), un cvintet
- Eric Ewazen (born 1954), un concert pentru cvintet și orchestră
- Kenneth Fuchs (born 1956), două cvintete
- William Susman (born 1960), un cvintet
- Karlheinz Essl (born 1960), un cvintet
- Ludmila Yurina (born 1962), un cvintet
- Juan María Solare (born 1966), patru cvintete
- Lior Navok (born 1971), un cvintet, și un cvintet dublu cvintet.

### Secolul al XXI-lea
- Stephen Truelove (born 1946), două cvintete
- Shigeru Kan-no (born 1959), niciun cvintet, dar a scris o lucrare care combină un cvintet de suflători lemne cu un cvintet de suflători alamă și orchestră de suflători.
- Robert Paterson (born 1970), un cvintet
- Mohammed Fairouz (born 1985), un cvintet

## Cvintete de suflători
- Arabesque Winds[1]
- Artecombo
- Bergen Wind Quintet
- Berlin Philharmonic Wind Quintet (de:Philharmonisches Bläserquintett Berlin)
- Blythwood Winds
- Bucharest Wind Ensemble
- The City of Tomorrow [2][3]
- Coreopsis Quintet [4]
- Danzi Quintet
- Dorian Wind Quintet
- Farkas Quintet Amsterdam (nl:Farkas Quintet Amsterdam)
- Galliard Ensemble[5]
- Hindemith Quintett
- I Cinque Elementi Wind Quintet
- Imani Winds (Nominalizat Grammy 2006)
- KO⁵ (KO5 n.d.)Format:Third-party-inline (Cvintetul de suflători al Operei comice din Berlin)
- Lieurance Woodwind Quintet[6]
- New London Chamber Ensemble
- New York Woodwind Quintet
- Pavlova Wind Quintet (UK)
- Pentaèdre (Montréal)[7]
- Pennsylvania Quintet
- Pocket Orchestra Freiburg[8]
- Quintette Aquilon (2006 Premiul I la ARD International Music Competition)[9]
- Quintette à vent de Paris (fr:Quintette à vent de Paris)
- Quintette à Vent Français (fr:Quintette à vent français)
- Quinteto Latino[10]
- Soni Ventorum Wind Quintet
- Vancouver Woodwind Quintet
- Vento Chiaro
- Ventos Wind Quintet[11]
- Villa-Lobos Quintet (pt:Quinteto Villa-Lobos)
- West Coast Wind Quintet[12]
- WindSync[13]
- York Winds[14]
- Zagreb Wind Quintet[15]

## Concursuri pentru cvintet de suflători
- Bucharest International Music Competition, România
- Carl Nielsen International Chamber Music Competition, Danemarca